# ناتسومی هارا
ناتسومی هارا (انگلیسی: Natsumi Hara؛ زادهٔ ۱۸ اوت ۱۹۸۸) بازیکن فوتبال اهل ژاپن است که در تیم ملی فوتبال زنان ژاپن بازی کرده‌است.